# Sing-song girls
Sing-song girls var en brittisk term för kurtisaner i Kina under 1800-talet.

## Historik
När Qingdynastin (1644-1912) kom till makten i Kina 1644 blev Kinas tidigare kurtisansystem, Yiji, underminerad och dog ut. Det ersattes av ett nytt system, som växte fram under Qingdynastin och som efterhand indelades i olika kategorier. 
I Kina var det normalt för en fattig familj att sälja en av sina döttrar som Mui Tsai; dessa köptes för att uppfostras till framtida svärdöttrar i någon familj, eller såldes vidare till en bordell, hamnade i sexhandeln, och uppfostrades in i olika former av sexhandeln. Vilken kategori av prostitution en flicka hamnade i berodde på hennes köpare. 
I Kina var det vanligt för män med pengar att utöver sin hustru ha en eller flera bihustrur eller konkubiner i sitt hushåll. En konkubin var ofta en före detta kurtisan, som lärde sig att sjunga och spela musik för att attrahera. En kurtisan sålde inte endast sexuella tjänster utan förutsattes kunna underhålla också utanför de sexuella tjänsterna. 
När britterna kom till Kina i allt större antal efter 1840-talet noterade de denna kategori prostituerade, som underhöll med musik och sång, och kom att kalla dessa för "Sing-song girls". 
Under Nankingregeringen (1928-1937) tvingades prostituerade registrera sig och bära ett märke som visade att de var prostituerade. Sing-song girls, som var kurtisaner och ansågs förmer än vanliga prostituerade, vägrade bära dessa och framställde sig därefter som enbart musiker som uppträdde på lokal. Verkliga musiker kände sig då utpekade som prostituerade. Regeringen utfärdade då andra märken att bäras av musiker. Musikerna kände sig då utpekade av att alls tvingas bära märken. Dessa problem gjorde att regleringen kring prostitution fungerade dåligt under Nankingregeringen. 

## Hierarki
Det fanns flera olika klasser av kurtisaner: 
- Shuyu – (書寓 ; shuyu, ) var den högsta klassen. Dessa valdes ut för sin skönhet och utbildades sedan i att behärska ett stort antal olika konstformer, kunna konversera sofistikerat, och klädde sig extravagant och dyrbart; de associerades mer med artisteri än med sexarbete. Termen föll ur bruk på 1900-talet.
- Changsan – ( 長三 ; changsan, "long three") behärskade samma form av konstarter som shuyu, men till skillnad från dessa var de uttryckligen sexarbetare.
- Yao'er – ( 幺二 ; yao'er, "one two") erbjöd både sex och konstmässig underhållning, men hade ett mindre register av konstarter och tog mindre betalt för sex.

Under Sing-song girls
- "Salt pork" – dessa var inhysta i bordeller, som de inte tilläts lämna, och sålde enbart sexuella tjänster.
- "Pheasants" – dessa prostituerade sig på gatan, men hade ibland tillgång till ett rum eller en bordell, dit de tog sina kunder. De fick sitt namn efter sina granna kläder.
- "Flowers" – dessa prostituerade sig i lokaler för opiumrökning.
- "Nailsheds" – dessa sålde sig på bordeller avsedda för de fattigaste kunderna.